# Єсбольський сільський округ (Індерський район)
Єсбо́льський сільський округ (каз. Есбол ауылдық округі, рос. Есбольский сельский округ) — адміністративна одиниця у складі Індерського району Атирауської області Казахстану. Адміністративний центр — село Єсбол.
Населення — 4426 осіб (2021; 4808 у 2009, 4945 у 1999, 4674 у 1989).
Станом на 1989 рік існувала Кулагінська сільська рада (села Гребенщиково, Єлеусін, Кулагіно).

## Склад
До складу округу входять такі населені пункти:
| Населений пункт | Колишні назви | Населення, осіб (1989) | Населення, осіб (1999) | Населення, осіб (2009) | Населення, осіб (2021) |
| --------------- | ------------- | ---------------------- | ---------------------- | ---------------------- | ---------------------- |
| Єлеусін, село   | -             | 364                    | -                      | -                      | -                      |
| Єсбол, село     | Кулагіно      | 3798                   | 4189                   | 4307                   | 3953                   |
| Интимак, село   | Гребенщиково  | 512                    | 756                    | 501                    | 473                    |